# 인도둥근잎박쥐
인도둥근잎박쥐 또는 켈라트잎코박쥐(Hipposideros lankadiva)는 잎코박쥐과에 속하는 박쥐의 일종이다. 방글라데시와 인도, 스리랑카에서 발견된다. 자연 서식지는 아열대 또는 열대 건조림과 동굴이다. 서식지 감소로 위협을 받고 있다. Hipposideros schistaceus은 이명이다. 스리랑카에서 가장 큰 식충성 박쥐이다.

## 특징
머리부터 몸까지 몸길이는 15cm이다. 날개 폭은 49~54cm, 몸무게는 53~80g이다. 등쪽은 진한 갈색 또는 회색빛 갈색을 균일하게 띤다. 나이가 들면서 연한 색을 띠거나 좀더 불그스레한 갈색이 된다. 하체는 더 희미한 색을 띠기도 한다. 털 바탕은 희끄무레하다. 비막은 거무스레한 갈색이고, 쉬는 동안에만 펼친 자세를 유지한다.

## 사진

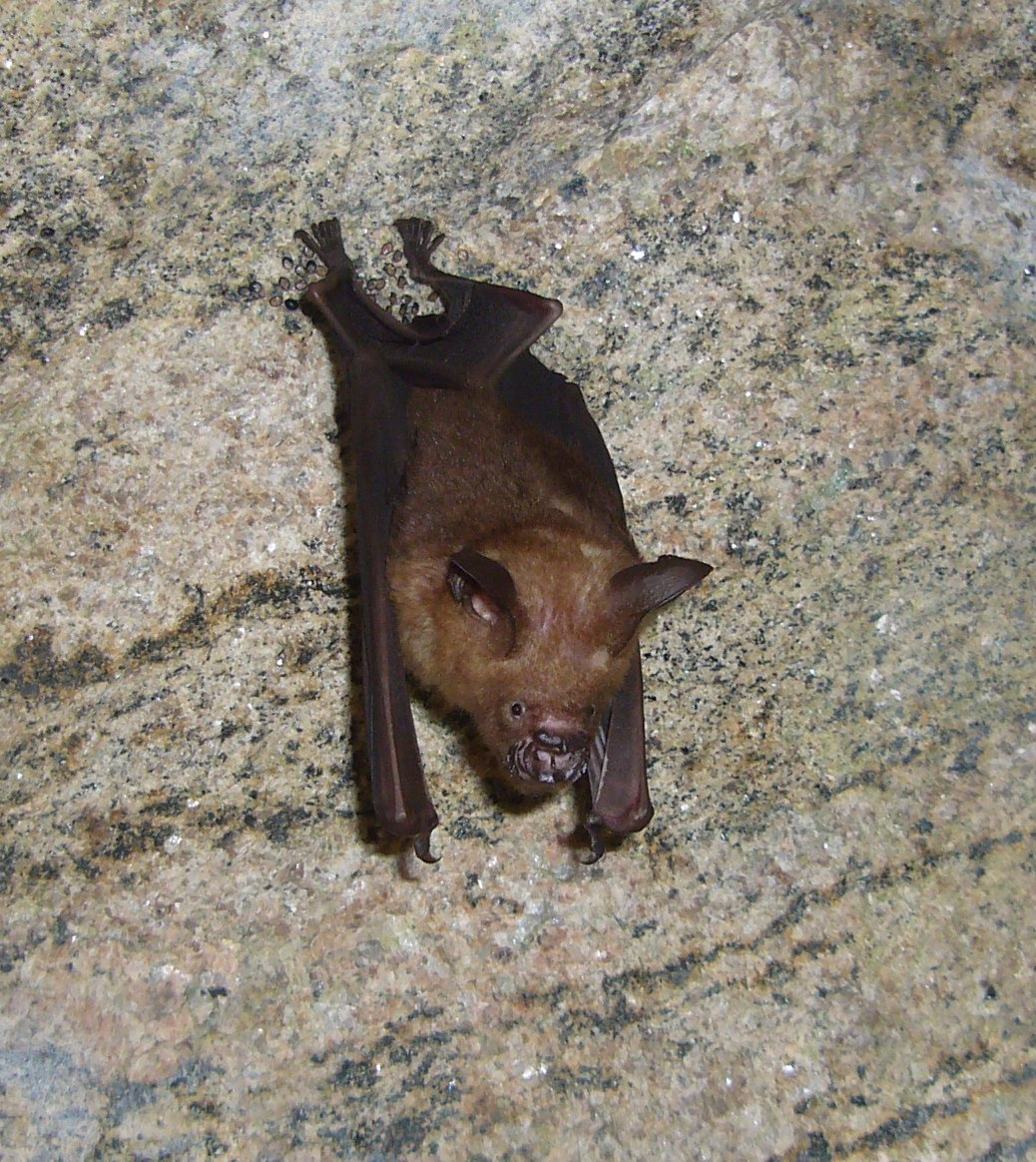
스리랑카 비빌리 동쪽 동굴의 인도둥근잎박쥐(켈라트잎코박쥐)
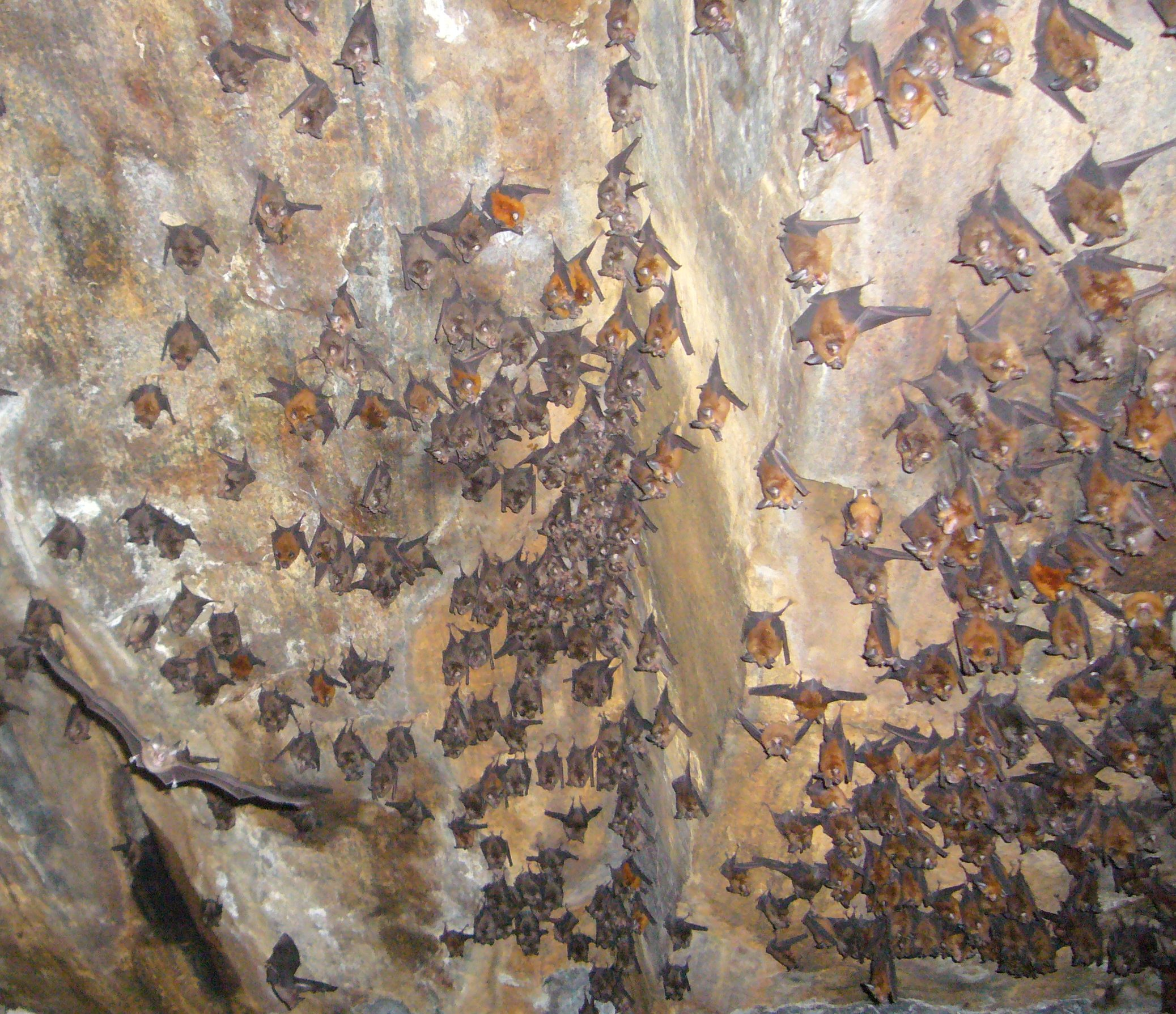
스리랑카 마탈레 구 동굴의 인도둥근잎박쥐 무리(또는 적갈색관박쥐(Rhinolophus rouxii)와 슈나이더잎코박쥐(Hipposideros speoris)가 혼재된 것으로 추정)